# Lotta greco-romana ai Giochi della XX Olimpiade - Pesi mosca leggeri
La competizione della categoria pesi mosca leggeri (fino a 48 kg) di lotta greco-romana dei Giochi della XX Olimpiade si è svolta dal 5 al 10 settembre 1972 al Wrestling-Judo Hall di Monaco di Baviera.

## Formato
Ad ogni incontro venivano assegnate le seguenti penalità:
| In caso di vittoria | In caso di vittoria     | In caso di pareggio | In caso di pareggio | In caso di sconfitta | In caso di sconfitta              |
| ------------------- | ----------------------- | ------------------- | ------------------- | -------------------- | --------------------------------- |
| 0                   | Per schienata, ritiro   | 2                   |                     | 3                    | Ai punti                          |
| 0,5                 | Per superiorità tecnica | 2,5                 | con passività       | 3,5                  | Per superiorità tecnica           |
| 1                   | Ai punti                | -                   | -                   | 4                    | Per schienata, ritiro, squalifica |

Con sei penalità o più il lottatore veniva eliminato. Quando rimanevano solo due o tre lottatori, si disputava un turno finale per determinare l'ordine delle medaglie.

## Risultati
| Legenda                                  | Legenda |
| ---------------------------------------- | ------- |
| Lottatore con 6 penalità o più Eliminato |         |

### 1º Turno
Si è disputato il 5 settembre
| Vincitore       | Pen. | Risultato   | Sconfitto   | Pen. |
| --------------- | ---- | ----------- | ----------- | ---- |
| El-Malky Ragheb | 0    | Schienata   | Dlimi       | 4    |
| Aliabadi        | 0    | Schienata   | Sarı        | 4    |
| Drechsel        | 0    | Schienata   | Holmes      | 4    |
| Berceanu        | 0    | Schienata   | Seres       | 4    |
| Angelov         | 0    | Schienata   | Zubkov      | 4    |
| Svensson        | 1    | Ai Punti    | Enkhtaivan  | 3    |
| Calafiore       | 1    | Ai Punti    | Szczepański | 3    |
| Olvera          | 0    | Schienata   | El-Sas      | 4    |
| Hirvonen        | 1    | Ai Punti    | Ventas      | 3    |
| Ishida          | 0,5  | Superiorità | Maas        | 3,5  |

### 2º Turno
Si è disputato il 7 settembre
| Vincitore       | Pen. | Risultato   | Sconfitto   | Pen. |
| --------------- | ---- | ----------- | ----------- | ---- |
| Aliabadi        | 0    | Schienata   | Dlimi       | 8    |
| Sarı            | 5    | Ai Punti    | Holmes      | 7    |
| Seres           | 4    | Schienata   | Drechsel    | 4    |
| Berceanu        | 0    | Schienata   | Zubkov      | 8    |
| Angelov         | 0,5  | Superiorità | Svensson    | 4,5  |
| Calafiore       | 1    | Schienata   | Olvera      | 4    |
| Ventas          | 3    | Schienata   | Szczepański | 7    |
| Hirvonen        | 2    | Ai Punti    | Ishida      | 3,5  |
| Maas            | 3,5  | Esentato    |             |      |
| El-Malky Ragheb | 9    | Ritirato    |             |      |
| El-Sas          | 9    | Ritirato    |             |      |
| Enkhtaivan      | 9    | Ritirato    |             |      |

### 3º Turno
Si è disputato il 8 settembre
| Vincitore | Pen. | Risultato   | Sconfitto | Pen. |
| --------- | ---- | ----------- | --------- | ---- |
| Aliabadi  | 1    | Ai Punti    | Maas      | 6,5  |
| Drechsel  | 4    | Schienata   | Sarı      | 9    |
| Angelov   | 1,5  | Ai Punti    | Seres     | 7    |
| Berceanu  | 0    | Schienata   | Svensson  | 8,5  |
| Calafiore | 1    | Schienata   | Ventas    | 7    |
| Hirvonen  | 2,5  | Superiorità | Olvera    | 7,5  |
| Ishida    | 3,5  | Esentato    |           |      |

### 4º Turno
Si è disputato il 9 settembre
| Vincitore | Pen. | Risultato   | Sconfitto | Pen. |
| --------- | ---- | ----------- | --------- | ---- |
| Ishida    | 4    | Superiorità | Aliabadi  | 4.5  |
| Berceanu  | 1    | Ai Punti    | Drechsel  | 7    |
| Angelov   | 2,5  | Ai Punti    | Calafiore | 4    |
| Hirvonen  | 2,5  | Esentato    |           |      |

### 5º Turno
Si è disputato il 9 settembre
| Vincitore | Pen. | Risultato   | Sconfitto | Pen. |
| --------- | ---- | ----------- | --------- | ---- |
| Aliabadi  | 5    | Superiorità | Hirvonen  | 6    |
| Angelov   | 3,5  | Ai Punti    | Ishida    | 7    |
| Berceanu  | 1    | Schienata   | Calafiore | 8    |

### Turno finale
Si è disputato il 10 settembre
| Vincitore | Pen. | Risultato | Sconfitto | Pen. |
| --------- | ---- | --------- | --------- | ---- |
| Berceanu  | 1    | Ai Punti  | Aliabadi  | 3    |
| Aliabadi  | 0    | Schienata | Angelov   | 4    |
| Berceanu  | 0    | Schienata | Angelov   | 4    |

## Classifica finale
| Pos.    | Atleta                   | Nazione          |
| ------- | ------------------------ | ---------------- |
| Oro     | Gheorghe Berceanu        | Romania          |
| Argento | Rahim Aliabadi           | Iran             |
| Bronzo  | Stefan Angelov           | Bulgaria         |
| 4       | Raimo Hirvonen           | Finlandia        |
| 5       | Kazuharu Ishida          | Giappone         |
| 6       | Lorenzo Calafiore        | Italia           |
| 7       | Bernd Drechsel           | Germania Est     |
| 8       | Günter Maas              | Germania Ovest   |
| 9       | Sotiris Ventas           | Grecia           |
| 9       | Ferenc Seres             | Ungheria         |
| 11      | Alfredo Olvera           | Messico          |
| 12      | Lennart Svensson         | Svezia           |
| 13      | Hızır Sarı               | Turchia          |
| 14      | Bernard Szczepański      | Polonia          |
| 14      | Wayne Holmes             | Stati Uniti      |
| 16      | Habib Dlimi              | Tunisia          |
| 16      | Vladimir Zubkov          | Unione Sovietica |
| 18      | Mohamed El-Malky Ragheb  | Egitto           |
| 19      | Ochirdolgoryn Enkhtaivan | Mongolia         |
| 20      | Mohieddin El-Sas         | Siria            |